# Podagrion aligarhensis
Podagrion aligarhensis är en stekelart som beskrevs av T.C. Narendran 1994. Podagrion aligarhensis ingår i släktet Podagrion och familjen gallglanssteklar. Inga underarter finns listade i Catalogue of Life.